# Les Agnettes (Métro Paris)
Les Agnettes ist eine unterirdische Station der Pariser Métro. Sie befindet sich unterhalb der Rue Robert Dupont an der Grenze der Pariser Vororte Asnières-sur-Seine und Gennevilliers. Sie wird von der Métrolinie 13 bedient und ist eine der jüngsten Stationen des Pariser Metronetzes.
Die Station wurde am 14. Juni 2008 in Betrieb genommen, als der bis dahin letzte Abschnitt der Linie 13 von der Station Gabriel Péri bis zur Station Asnières – Gennevilliers – Les Courtilles eröffnet wurde. Die Station liegt am nordwestlichen Ast der Linie 13. Voraussichtlich 2017 soll die Linie 14 den Nordwestast der Linie 13 übernehmen.